# Pfarrhaus Ehrenberg (Pfaffenhofen an der Ilm)

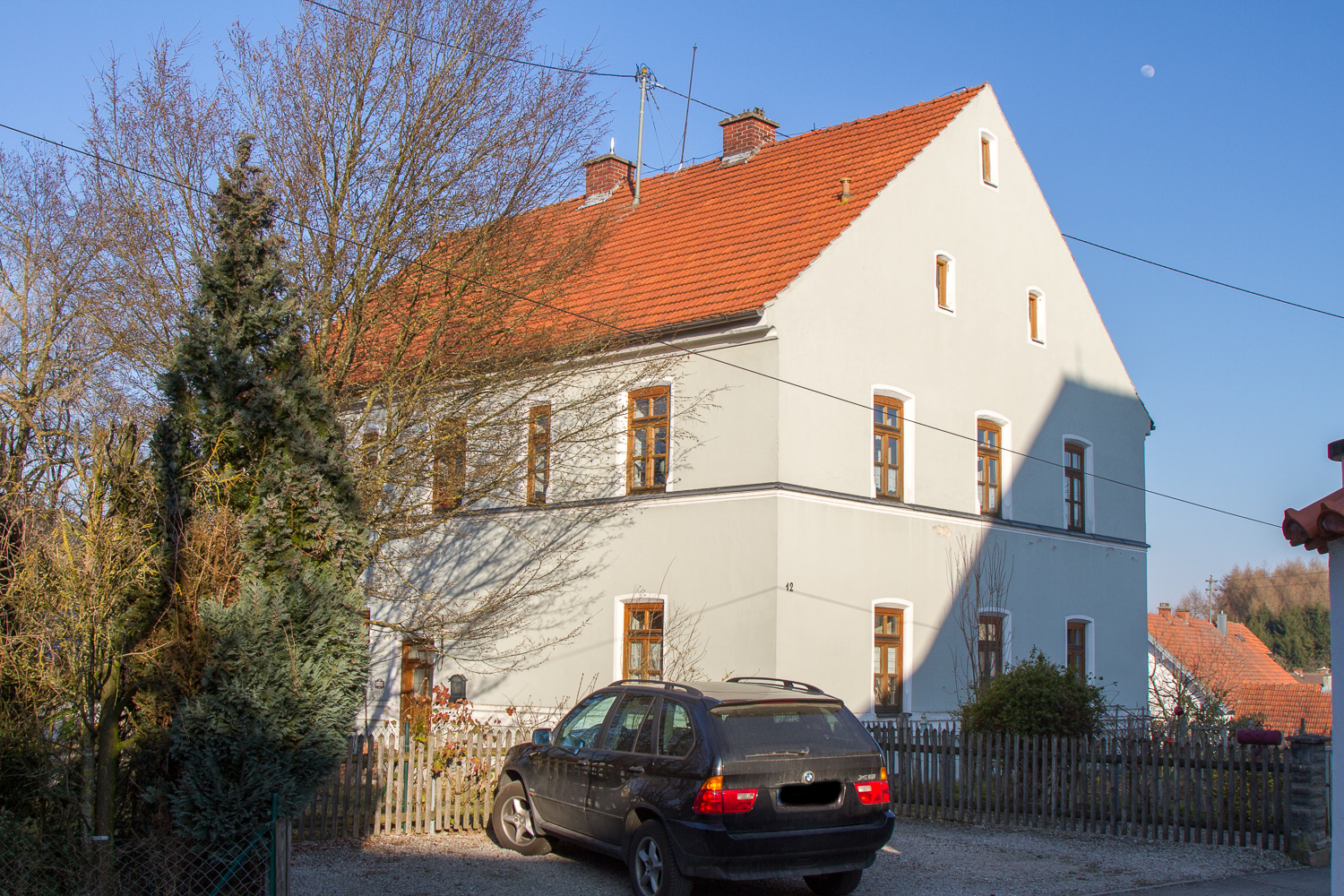
Pfarrhaus in Ehrenberg

Das Pfarrhaus in Ehrenberg, einem Stadtteil von Pfaffenhofen an der Ilm im oberbayerischen Landkreis Pfaffenhofen an der Ilm, wurde 1857 errichtet. Das Pfarrhaus am Kirchplatz 12, neben der katholischen Pfarrkirche St. Ulrich, gehört zu den geschützten Baudenkmälern in Bayern.
Der zweigeschossige, traufseitige Satteldachbau mit Gurtgesims besitzt fünf zu drei Fensterachsen.
Das Waschhaus, ein erdgeschossiger Satteldachbau mit Holzlege, wurde im letzten Viertel des 19. Jahrhunderts errichtet.